# Somrak (serija)
Serija Somrak, včasih tudi Saga Somrak, je serija štirih romantično-fantazijskih vampirskih knjig za najstnike.

## Knjige

### Somrak
V Somraku se takrat sedemnajstletna Bella Swan preseli iz Phoenixa (Arizona), kjer je živela s svojo mamo, v svoje rojstno mesto Forks k očetu. Tam spozna privlačnega in skrivnostnega Edwarda Cullena, ki se je najprej izogiba. Potem pa ji Edward s svojimi nadnaravnimi močmi reši življenje. Od Jacoba Blacka sliši legendo, ki pravi, da je družina Cullen vampirska družina. Edward to označi za resnico, doda pa še, da njegova družina in on pijejo le živalsko kri. Posvari jo, da mu njena kri diši bolj, kot kri ostalih ljudi in da ji je zaradi tega še nevarnejši. Vendar pride vmes nekaj, na kar Edward in Bella nikakor nista računala: zaljubita se drug v drugega. Vseeno njuno skupno življenje teče brez zapletov, dokler Bella ne postane tarča vztrajnega zlobnega vampirja Jamesa in njegovih prijateljev Victorie in Laurenta. Cullenovi Bello sicer obvarujejo, vendar ne povsem, saj ubijejo le Jamesa.

### Mlada luna
Mlada luna se prične z Bellinim osemnajstim rojstnim dnevom. Bella ni ravno zadovoljna, saj to pomeni, da je starejša od svojega sedemnajstletnega fanta. Na njeni rojstnodnevni zabavi se Bella ureže v darilni papir. Vsi se lahko zadržijo, le Edwardov brat Jasper postane žejen Belline krvi, vendar ga Edward ustavi. Ta dogodek Edwarda opomne na to, da z njunim razmerjem Bello postavlja v nevarnost. Zato z Bello prekine vse stike, ko se Cullenovi preselijo iz Forksa.
Bella žaluje več mesecev, potem pa se začne družiti z Jacobom. Ta ji priskrbi motor, na katerem se zelo rada vozi. Njuno prijateljstvo postane zelo močno in Jacob se zaljubi v Bello. Potem pa vampir Laurent napade Bello in reši trop ogromnih volkov. Pozneje Bella izve, da so Jacob in njegovi prijatelji volkodlaki in da vampirka Victoria skuša ubiti Bello zato, da bi maščevala Jamesovo smrt.
Da bi Bella slišala Edwardov glas, se je vrgla s skal v morje. Pred gotovo smrtjo jo reši Jacob. Edwarda pa Rosalie obvesti, da je Bella mrtva in zato Edward odpotuje v Volterro (Italija), kjer namerava razjeziti Volturije, da bi ga uničili. Alice se zato vrne v Forks, kamor pride po Bello zato, da bi Edwardu lahko dokazala, da ni mrtva. Edward že skoraj naredi usodno napako, pa zagleda Bello in se zadnji hip ustavi. Odnese jo brez posledic.

### Mrk
V Mrku se nadaljuje drama med Bello in Edwardom. Edward Belli razloži, da je odšel zato, da bi Bello obvaroval pred Victorio in Laurentom. Bella se želi ljubiti in nato spremeniti v vampirko, vendar Edward ni zato, saj meni, da bi jo lahko med ljubljenjem poškodoval in da so vampirji nagnusne prikazni brez duše. Poleg tega pa se Edward lahko ne bi znal več obvladati in bi Bello z lahkoto ubil. Ker pa Belli to veliko pomeni, Edward pristane, vendar se želi prej poročiti.
Vampirka Victoria še vedno želi ubiti Bello, zato ustvari vojsko novorojenih vampirjev, ki se še ne znajo obvladati, so pa zato toliko močnejši. Da bi zatrli to grožnjo, se Cullenovi združijo z vsem tropom volkodlakov, ki ga vodi Jacob Black. Victorio Edward na koncu uniči, Bella in Edward pa se odločita za njuno zaroko povedati tudi Bellinemu očetu Charlieju.

### Jutranja zarja
Jutranja zarja se začne z Edwardovo in Bellino poroko. Medene tedne preživljata na Esminem otoku, otoku, ki ga je Carlisle podaril Esme za poročno darilo. Na njuno poročno noč se prvič ljubita in zjutraj je Bella polna modric, Edward pa je ves obupan. Obljubi ji, da se dokler je človek, ne bosta več ljubila, vendar obljubo prelomi. Bella na medenih tednih zanosi.
Edward in Bella se odpeljeta nazaj v Forks in Edward jo skuša prepričati v splav, vendar Bella ni za. Kmalu tudi Edward vzljubi otročička.
Bella ob porodu skoraj umre, vendar jo Edward še pravi čas spremeni v vampirko. Rodi deklico, Renesmee Carlie Cullen. Nekaj časa se Bella ne sme približati Renesmee, saj bi jo lahko ogrožala (Renesmee je napol vampir, napol človek). Ko pa jo vidi, ugotovi, da je Jacob z Renesmee doživel vtisnjenje - postopek, pri katerem volkodlaki najdejo dušo dvojčico. Bella se zelo razburi in skoraj poškoduje Jacoba.
Vampirka Irina napačno obvesti Volturijeve, da je Renesmee nesmrten otrok (to so vampirji, ki so jih kot otroke spremenili in se nikoli ne postarajo, torej nikoli ne odrastejo ter se ne znajo obvladovati: ko je razsajala kuga je veliko vampirjev majhne dojenčke spremenilo v vampirje, vendar so to prepovedali). Ko Volturijevi prispejo v Forks, da bi uničili tako Renesmee, kot Cullenove in Bello, pa jim Cullenovi in njihovi prijatelji dokažejo, da Renesmee ni nesmrten otrok. Volturijevi odidejo in Edward in Bella lahko končno zaživita skupaj s hčerko.

## Glavne vloge
- Isabella »Bella« Swan
- Edward Cullen
- Jacob Black

## Filmi
Scenarij v filmih, posnetih po seriji Somrak (zaenkrat je v kinematografe prišel le film, posnet po prvem delu, 20. novembra se bo v Ameriki na velikih filmskih platnih pojavil drugi del, trenutno snemajo tretjega, o četrtem pa zaenkrat še ni napovedi) je na podlagi romanov napisala Melissa Rosenberg, režirala pa ga je Catherine Hardwicke. Bello in Edwarda sta upodobila Kristen Stewart in Robert Pattinson.